# Line Jahr
Line Jahr (Drammen, 16 gennaio 1984) è un'ex saltatrice con gli sci norvegese.

## Biografia
Ha preso parte alla gara d'esordio assoluto della Coppa Continentale a livello femminile, il 23 luglio 2004 a Park City giungendo in quarta posizione. Il 16 febbraio 2005, con il terzo posto a Breitenberg/Rastbüchl, è salita per la prima volta sul podio in una gara della massima competizione femminile di salto prima dell'istituzione della Coppa del Mondo nella stagione 2012 ed il 7 agosto 2005 a Bischofshofen ha conquistato la prima vittoria in Coppa Continentale. Ha partecipato altresì alla gara d'esordio assoluto della Coppa del Mondo a livello femminile, il 3 dicembre 2011 a Lillehammer, terminando in ventottesima piazza.
Ha gareggiato nel trampolino normale in tutte e quattro le edizioni dei campionati mondiali di salto con gli sci femminile disputate fino ad oggi: a Liberec 2009 è giunta in nona posizione, ad Oslo 2011 è stata decima, in Val di Fiemme 2013 ha concluso al trentasettesimo posto ed a Falun 2015 è giunta in diciassettesima piazza; in quest'ultima occasione ha preso il via anche nella prova a squadre mista conquistando la medaglia d'argento.
Nella stagione 2014 ha partecipato ai XXII Giochi olimpici invernali di Soči 2014 chiudendo in nona posizione l'unica gara in programma, quella dal trampolino normale.

## Palmarès

### Mondiali
- 1 medaglia:
  - 1 argento (gara a squadre mista dal trampolino normale a Falun 2015)

### Coppa del Mondo
- Miglior piazzamento in classifica generale: 12ª nel 2015